# 北京控股環境
北京控股環境集團有限公司，簡稱北京控股環境集團和北京控股環境（英語：BEIJING ENTERPRISES ENVIRONMENT GROUP LIMITED，港交所：0154）是一家在香港交易所上市的環保公司，總部位於北京市朝陽區化工路59號焦奧中心5號樓6層。
主要業務是投資綠色能源以及科技產業，包括集成系統，垃圾發電等。曾業務為紡織業和餐飲。公司現正轉型為集中發展中國垃圾發電業務。
前身為「北京發展(香港)有限公司」。

## 外部連結
- beegl.com.hk（页面存档备份，存于）